# Roman Polański

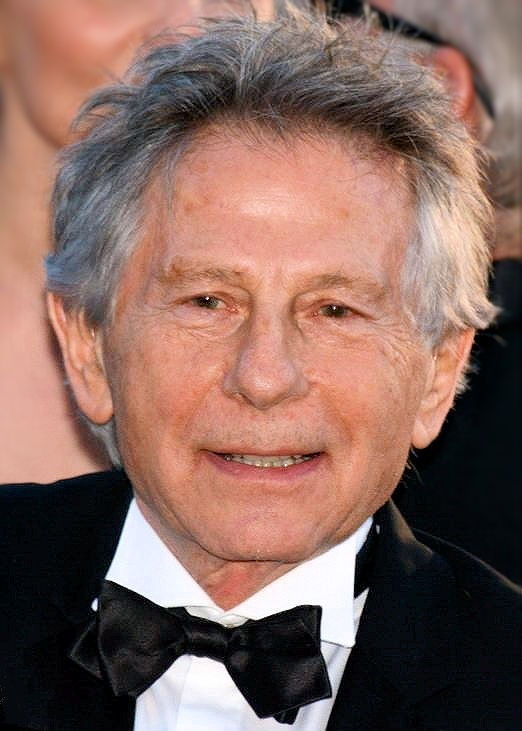
Roman Polański (2013)

Roman Raymond Polański (* 18. August 1933 als Raymond Thierry Liebling in Paris) ist ein französisch-polnischer Filmregisseur, Filmproduzent, Drehbuchautor und Schauspieler. Zu seinen bekanntesten Filmen gehören die Horrorkomödie Tanz der Vampire (1967), in dem er selbst die Rolle des Alfred übernahm, der Horrorfilm Rosemaries Baby (1968), der Kriminalfilm Chinatown (1974) sowie der Holocaustfilm Der Pianist (2002), der mit der Goldenen Palme von Cannes sowie dem Oscar für die beste Regie ausgezeichnet wurde.

## Leben

### Herkunft und Kindheit
Raymond Liebling, später Roman Raymond Polański, ist der Sohn von Mojżesz Liebling (1903–1984) und dessen Frau Bula Katz-Przedborska (1900–1943). Liebling war jüdischer Abstammung, kam aus Krakau und ging Ende der 1920er Jahre nach Paris. Polańskis Großeltern mütterlicherseits, er Jude und sie Katholikin, stammten ursprünglich aus Russland. Sie zogen zunächst nach Polen und später mit Bula nach Paris. Bulas erste Ehe, aus der sie eine Tochter namens Annette hatte, fand durch das Verhältnis mit Liebling ihr Ende. Im Herbst 1932 heirateten die beiden. Liebling, der als Kunstmaler kein Auskommen hatte, verdiente den Lebensunterhalt der Familie mit der Herstellung von Gebrauchsgegenständen aus Plastik sowie einem Job in einer Schallplattenfabrik. Nachdem er letzteren verloren hatte, kehrte die Familie Anfang 1937 wegen ihrer schlechten wirtschaftlichen Situation und des wachsenden Antisemitismus in Frankreich nach Polen zurück. Polański sagte selbst über seine Familie: „Sie war ganz assimiliert und befolgte keinerlei Gebote der jüdischen Religion“.
Die Familie ließ sich in Krakau nieder. Zu Beginn des Zweiten Weltkriegs floh die Mutter mit den beiden Kindern nach Warschau, der Vater kam später nach. Dort erlebten sie den Beginn der deutschen Besatzung, weshalb sie nach Krakau zurückkehrten, wo Polański einige Wochen lang die Schule besuchen konnte.
Die Familie Liebling war der nationalsozialistischen Judenverfolgung ausgesetzt. Sie musste in zwei Zimmer einer Etagenwohnung am Marktplatz von Podgórze ziehen, der dann Teil des Krakauer Ghettos wurde. Dort wurde Polański Zeuge willkürlicher Morde. Er konnte durch den Stacheldrahtzaun Propagandafilme der Wehrmacht ansehen und bisweilen mit anderen Kindern kurzfristig das Ghetto verlassen, das nach Massendeportationen später verkleinert wurde. Die Familie wurde umquartiert und musste sich mit einer anderen Familie sowie einer weiteren Person mit Hund ein Zimmer teilen. Kurz darauf wurde Polańskis Mutter, im vierten oder sechsten Monat schwanger, ins Konzentrationslager Auschwitz deportiert, wo sie 1943 ermordet wurde. Sein Vater überlebte die Haft im Konzentrationslager Mauthausen. Auch Polańskis Halbschwester und seine Großmutter wurden deportiert.
Polański selbst konnte im Morgengrauen des 13. März 1943 aus dem Ghetto fliehen und entkam der Judenverfolgung in Verstecken, zunächst gegen Bezahlung bei den katholischen Krakauer Familien Wilk und Putek und später bei einer sehr armen, antisemitisch eingestellten katholischen Bauernfamilie in Wysoka, wo er sich als katholischer Pole Roman Wilk ausgab. Im Herbst 1944 kehrte er von Wysoka zu den Puteks nach Krakau zurück. Später erzählte er, dass ein katholischer Priester ihn nach dem Krieg bedrängt habe, seine jüdische Abstammung preiszugeben. Die Erfahrung der existenziellen Bedrohung habe ihn zum Atheisten gemacht: „Seit diesem Tag gibt es keinen Glauben mehr für mich.“
Nach dem Einmarsch der Roten Armee in Krakau am 19. Januar 1945 schlug sich Polański zunächst alleine durch. Später lebte er kurz bei der Familie seines Onkels Stefan, die sich in Krakau versteckt gehalten hatte, dann bei seinem aus dem KZ Auschwitz zurückgekehrten Onkel Dawid, dessen Frau Teofila und deren sechsjähriger Tochter Roma.

### Studium und Anfänge in Polen
1946 lernte Polański in Krakau eine Hörspielregisseurin kennen und erhielt eine Rolle in einem Hörspiel. Als Kinderdarsteller machte er sich in Krakau einen Namen. Nach dem Abitur begann Polański zunächst ein Kunststudium in Krakau. Dort lernte er den damaligen Filmstudenten Andrzej Wajda kennen, der ihn überzeugen konnte, an die Filmhochschule Łódź zu wechseln, wo er schließlich seinen Abschluss machte. 1953 übernahm Polański eine kleine Rolle in Wajdas Examensfilm Pokolenie (Eine Generation). Zwischen 1953 und 1960 spielte er als Schauspieler in einigen Filmen mit und legte erste Kurzfilmarbeiten als Regisseur vor.
Im Jahr 1959 heiratete er die damals 19-jährige Schauspielerin Barbara Kwiatkowska, die damals zu den Jungstars des polnischen Kinos zählte und 1958 eine kleine Rolle in Polańskis Kurzfilm Zwei Männer und ein Schrank gespielt hatte. Sie spielte auch in seinem anderen Kurzfilm Wenn Engel fallen eine kleine Rolle. Die Ehe wurde 1962 geschieden.
Der Film Das Messer im Wasser (1962) bedeutete dann seinen Durchbruch als Regisseur. Polański erhielt für seinen Film viele Preise und wurde für einen Oscar nominiert. Doch er geriet von Seiten der Kulturbehörden unter Druck, nachdem Parteichef Władysław Gomułka den Film als „intellektuell flach“ kritisiert hatte. Zudem beobachtete ihn die Geheimpolizei SB.

### Emigration nach Westeuropa

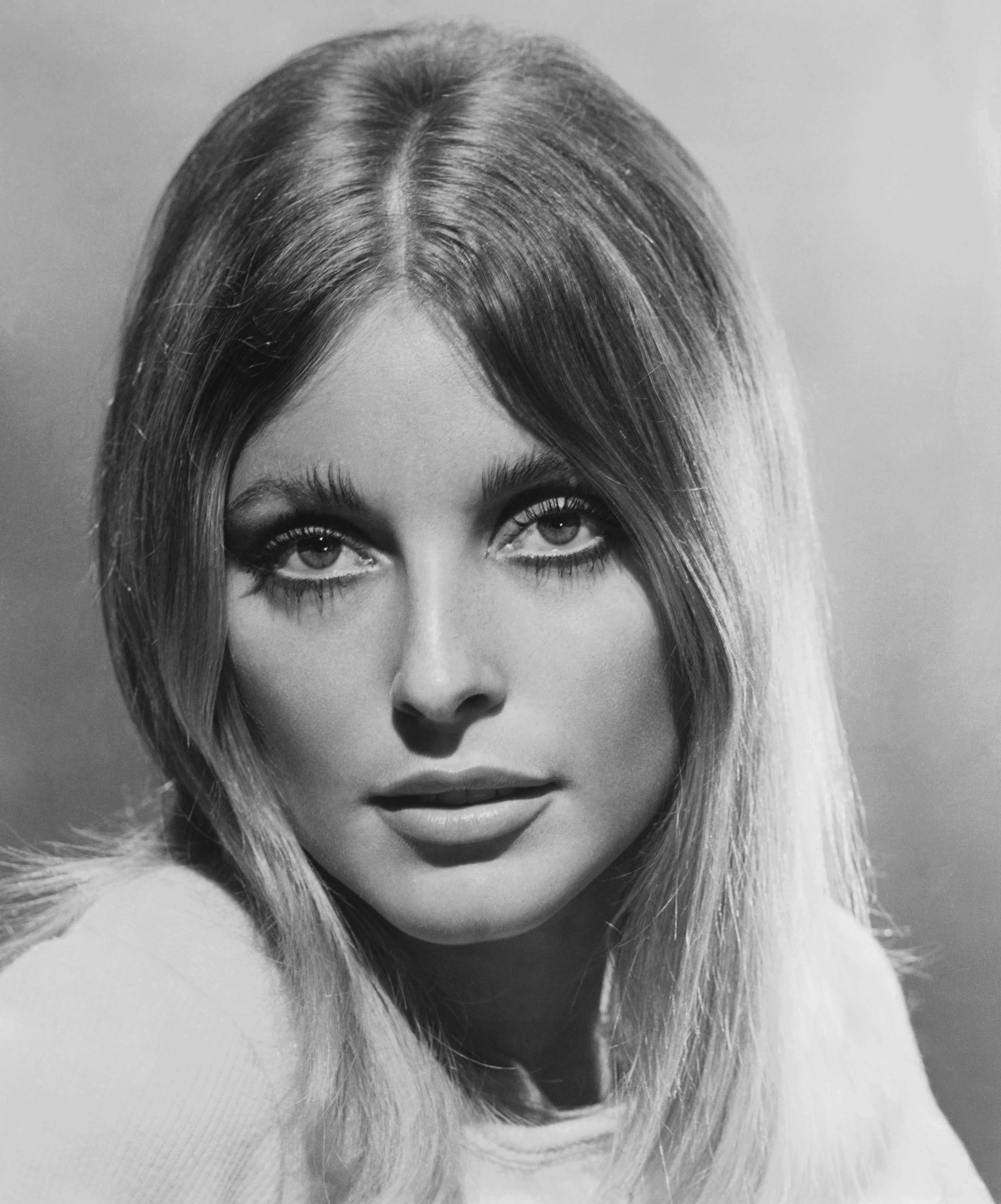
Mit der aufstrebenden Schauspielerin Sharon Tate war Polanski nur ein Jahr verheiratet, bevor sie im August 1969 von der Manson Family ermordet wurde

1963 emigrierte Polański aus Polen. Er lebte in den darauffolgenden Jahren in Paris und England.
In England drehte er seine nächsten Filme Ekel (1965), Wenn Katelbach kommt... (1966) und Tanz der Vampire (1967). Während der Dreharbeiten zu Tanz der Vampire wurden er und die Schauspielerin Sharon Tate, die im Film eine Rolle gespielt hatte, ein Paar. Die beiden heirateten am 20. Januar 1968 in London.

### Karriere als Filmregisseur und Leben in Amerika
Daraufhin übersiedelte er im selben Jahr in die Vereinigten Staaten, wo er mit seiner Frau lebte und seinen höchst erfolgreichen und stilbildenden Film Rosemaries Baby drehte. Im August 1969 wurden seine hochschwangere Frau und vier weitere Menschen, darunter sein aus Lodz stammender enger Freund Wojciech Frykowski, von Anhängern des Sektenführers Charles Manson ermordet. In einem Zustand von Trauer gab Polański 1969 ein Statement vor den Medien; deutlich gelassener gab er 1971 Dick Cavett ein Interview, das als Aufzeichnung erhalten ist. Der Vorfall stürzte ihn in Schuldgefühle.
1970 schilderte Polańskis langjähriger Autor Gérard Brach mit dem poetischen Film Le bateau sur l’herbe die Freundschaft zu Polański. Zwei Jahre nach dem Tod seiner Frau drehte er wieder Filme. So drehte er die Filme Macbeth (1971) und Was? (1972). 1973 drehte er den Kriminalfilm Chinatown mit Jack Nicholson in der Hauptrolle, welcher von Kritikern gefeiert wurde und an den Kinokassen sehr erfolgreich war. Der Film wurde für insgesamt elf Oscars nominiert, gewann aber letztendlich nur einen. Es war Polańskis letzter in Hollywood gedrehter Film.

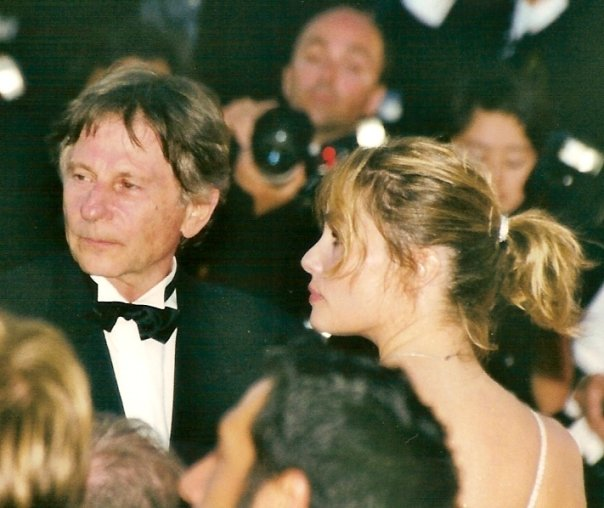
Roman Polański mit seiner Ehefrau Emmanuelle Seigner, 1992

### Flucht und neues Leben in Europa
1977 wurde Polański in Los Angeles wegen Vergewaltigung einer Minderjährigen angeklagt (siehe unten). Daraufhin setzte er sich nach London ab. Kurz darauf siedelte er nach Paris über, um einer Auslieferung durch Großbritannien zu entgehen; seit 1975 oder 1976 ist er im Besitz der französischen Staatsbürgerschaft. Seitdem reiste er nicht wieder in die USA und vermied auch Reisen in Staaten, in denen eine Auslieferung zu befürchten war.
Seit 1989 ist er mit der Schauspielerin Emmanuelle Seigner verheiratet. Das Paar hat zwei Kinder: Morgane (* 1993) und Elvis (* 1998), die beide als Schauspieler tätig sind.
Erstmals seit seinem Weggang aus seiner Heimat drehte er 2001 einen Film in Polen: Der Pianist. Im selben Jahr übernahm er eine Rolle in Andrzej Wajdas Verfilmung von Aleksander Fredros klassischer Komödie Die Rache. Mit Wajda war er all die Jahre hindurch befreundet geblieben.
Zurzeit lebt er in Paris, Krakau und der Schweiz.

## Verfahren wegen Vergewaltigungen

### Verfahren in den Vereinigten Staaten
1977 wurde Polański in Los Angeles wegen „Vergewaltigung unter Verwendung betäubender Mittel“ der damals 13 Jahre alten Samantha Gailey angeklagt. Die Anklage umfasste insgesamt sechs Punkte. Das Verfahren fand unter großer öffentlicher Anteilnahme statt. Um die Minderjährige zu schützen, schlug ihr Anwalt eine Verständigung im Strafverfahren (englisch plea bargain) vor, damit sie nicht öffentlich vor Gericht aussagen musste. Der Staatsanwalt stimmte zu, ebenso Polańskis Verteidiger; die Anklage wurde damit auf „außerehelichen Geschlechtsverkehr mit einer Minderjährigen“ reduziert; im Rahmen dieser Verständigung bekannte sich Polański schuldig.
Wegen des Alters des Opfers war eine gerichtspsychiatrische Beurteilung des Täters gesetzlich vorgeschrieben, zu der Polański für 90 Tage ins Staatsgefängnis eingewiesen wurde. Nach 42 Tagen erfolgte die vorzeitige Entlassung mit der Empfehlung, eine Bewährungsstrafe zu verhängen.
Als sich abzeichnete, dass der zuständige Richter sich nicht an die Absprache halten würde, floh Polański nach London und lebte anschließend in Frankreich. Seither vermied er Reisen in die USA und in Länder, in denen mit einer Auslieferung zu rechnen ist.

### Antrag auf Verfahrenseinstellung, Festnahme und Freilassung
2008 thematisierte die Regisseurin Marina Zenovich in ihrer Dokumentation Roman Polanski: Wanted and Desired (2008) eine mögliche Befangenheit des Richters gegenüber Polański. Polańskis Anwälte beantragten daraufhin 2008, das noch immer schwebende Verfahren einzustellen. Der Oberste Gerichtshof des Bezirks Los Angeles bestand aber darauf, dass Polański persönlich vor Gericht erscheinen müsse, und lehnte eine Verlegung des Verfahrens an ein Gericht außerhalb von Los Angeles ab. Polański war jedoch nicht bereit, nach Los Angeles zu reisen, zumal er angesichts eines gültigen Haftbefehls mit seiner Verhaftung rechnen musste.
Am 26. September 2009, während der Postproduktion von Der Ghostwriter, wurde Polański aufgrund eines internationalen Haftbefehls von 2005 (für die USA bestand bereits seit 1978 ein Haftbefehl) auf Betreiben der US-amerikanischen Strafverfolgungsbehörden bei seiner Einreise in die Schweiz auf dem Flughafen Zürich verhaftet. Er wollte beim Zurich Film Festival den Preis für sein Lebenswerk entgegennehmen. Die USA hatten bereits vor dem Festival vorsorglich einen formellen Antrag auf Auslieferung gestellt. Am 23. Oktober 2009 traf das definitive Auslieferungsbegehren der USA beim Bundesamt für Justiz in Bern ein.
Am 25. November 2009 gab das schweizerische Bundesstrafgericht in Bellinzona einer Beschwerde Polańskis gegen die Ablehnung seines Haftentlassungsgesuches statt. Am 4. Dezember 2009 wurde die Haft durch einen elektronisch überwachten Hausarrest ersetzt; weitere Sicherungsmaßnahmen waren die Abgabe seiner Ausweispapiere sowie eine Kaution in Höhe von 4,5 Millionen Schweizer Franken.
Öffentliche Reaktionen auf die Verhaftung gab es von Künstlern und Politikern insbesondere in Frankreich und Polen. Während sich Politiker wie der französische Kulturminister Frédéric Mitterrand und der polnische Außenminister Radosław Sikorski kritisch zu der Verhaftung äußerten und bekannte Regisseure wie Woody Allen, Pedro Almodóvar und Martin Scorsese eine Petition für Polańskis Freilassung unterzeichneten, gab es auch Stimmen – darunter die von Regisseur Luc Besson, des polnischen Ministerpräsidenten Donald Tusk und des grünen Europapolitikers Daniel Cohn-Bendit –, die auf die Schwere des Vorwurfs, das Prinzip der Rechtsgleichheit und die Unabhängigkeit der Justiz hinwiesen. Der frühere polnische Präsident Lech Wałęsa appellierte an die Behörden, ihm „diese eine Sünde“ zu verzeihen.
Im Mai 2010 äußerte sich Polański erstmals seit seiner Verhaftung. Er bezeichnete den Gefängnisaufenthalt 1977 als vereinbarte „Gesamtstrafe“ und berief sich dabei auf die beeidete Aussage des damaligen Staatsanwalts Roger Gunson vom 26. Februar 2010. Dem damaligen Richter Laurence J. Rittenband und dem nun mit dem Fall befassten Staatsanwalt David Walgren warf Polański dagegen vor, sich nicht an die damalige Vereinbarung zu halten, „um sich auf meine Kosten die Aufmerksamkeit der Medien zu sichern“.
Am 12. Juli 2010 wiesen die Schweizer Justizbehörden den Auslieferungsantrag der USA ab und hoben Polańskis Hausarrest auf. In der Begründung verwies das zuständige Ministerium auf inhaltliche Mängel im Auslieferungsantrag.
Im Oktober 2010 äußerte sich das vormalige Opfer gegenüber dem Nachrichtensender CNN erstmals zu Polańskis Inhaftierung in der Schweiz. Sie zeigte sich erleichtert darüber, dass Polański nicht ausgeliefert wurde; sie betrachte ihn als ausreichend bestraft. Durch den Medienrummel und das Vorgehen des in ihren Augen korrupten Justizapparats fühle sie sich mehr geschädigt als durch Polańskis Missbrauch vor 32 Jahren. Sie wünschte ausdrücklich, die Klage fallen zu lassen.
2013 veröffentlichte Samantha Geimer ihre Autobiografie The Girl: A Life in the Shadow of Roman Polanski (The Girl: Mein Leben im Schatten von Roman Polanski), in der sie ihre Sicht der Ereignisse schildert.

### Erneuter Auslieferungsantrag der Vereinigten Staaten
Im Februar 2015 beantragten die Vereinigten Staaten Polańskis Auslieferung aus Polen. Am 25. Februar 2015 fand in Krakau unter Ausschluss der Öffentlichkeit eine neunstündige Gerichtsverhandlung statt. Am 30. Oktober 2015 entschied das zuständige Gericht in Krakau, dem Auslieferungsantrag nicht stattzugeben. Politiker der PiS-Partei, die die Parlamentswahl am 25. Oktober 2015 gewonnen hatte, hatten sich vor dem Urteil für eine Auslieferung Polańskis an die Vereinigten Staaten ausgesprochen. Ende Mai 2016 erklärte der polnische Justizminister und Generalstaatsanwalt Zbigniew Ziobro (PiS), dass er als oberster Strafverfolger gegen das Urteil des Krakauer Gerichts vor dem Obersten Gericht Polens in Berufung gehen und den Prozess neu aufrollen lassen wolle. Bei dem Urteil habe Polański von einem „Prominentenbonus“ profitiert. Wäre er nicht eine Person des öffentlichen Interesses, wäre er längst ausgeliefert worden. Das Oberste Gericht in Warschau bestätigte das Urteil des Krakauer Gerichts am 6. Dezember 2016, weil es in dem Verfahren keine schwerwiegenden Rechtsfehler erkennen konnte.

### Erneute Vorwürfe wegen Vergewaltigungen
Im September 2017 erstattete Renate Langer bei der Schweizer Polizei Anzeige gegen Roman Polański. Er habe sie 1972, als sie sich bei ihm in Gstaad um eine Filmrolle beworben habe, vergewaltigt. Später habe sich Polański dafür entschuldigt und ihr eine kleine Rolle in seinem Film Was? angeboten, die sie angenommen habe. Renate Langer war zu dieser Zeit 15 Jahre alt.
2019 wurde Roman Polański eine weitere Vergewaltigung vorgeworfen. Valentine Monnier soll 1975, wieder in Gstaad, von ihm vergewaltigt worden sein. Sie war zu dieser Zeit 18 Jahre alt.
Im Juni 2023 wurde beim Superior Court des Los Angeles County eine Zivilklage gegen Roman Polański  eingereicht, die ihm vorwarf, 1973 eine damals minderjährige Frau vergewaltigt zu haben. Die Klägerin, die anonym blieb, behauptete, Polanski habe ihr Alkohol verabreicht und sie dann in seinem Haus sexuell missbraucht. Polanski bestritt die Vorwürfe durchgehend. Im Oktober 2024 wurde die Zivilklage beigelegt,  die Details der Vereinbarung wurden nicht öffentlich gemacht.
Anfang März 2024 strengte die britische Schauspielerin Charlotte Lewis in Paris einen Verleumdungsprozess gegen Polański an, in dem es indirekt um Vorwürfe sexueller Gewalt geht. Im Jahr 2010 hatte sie dem Filmemacher vorgeworfen, sie als 16-jähriges Model in Paris vergewaltigt zu haben. Eine Klage hatte sie bei Bekanntmachung der Vorwürfe nicht eingereicht, da sie von einer Verjährung der Tat ausgegangen war. In einem Interview im Jahr 2019 hatte Polański ihre Aussagen als „gemeine Lüge“ kommentiert und dies mit einem Auszug aus einem Interview mit der News of the World aus dem Jahr 1999 begründet. Darin war Lewis zitiert worden, dass sie Polański selbst verführt habe. Daraufhin hatte Lewis Monate nach seiner Äußerung Klage eingereicht. Sie hatte angegeben, den News of the World-Artikel nie gelesen zu haben und falsch zitiert worden zu sein.

## Werk als Regisseur

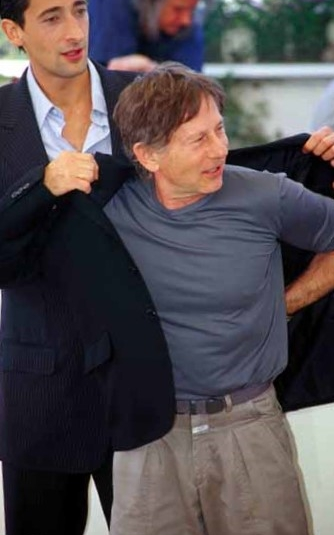
Roman Polański 2002 in Cannes, dahinter Adrien Brody

Polańskis jugendliches Interesse an Theater, Literatur, Kunst und Musik hatte ihn früh zu den Werken von Franz Kafka, Stanisław Ignacy Witkiewicz und Witold Gombrowicz geführt, deren surrealer und grotesker Ton Polański prägte. War sein erster abendfüllender Spielfilm Das Messer im Wasser (1962) noch stark von der symbolistischen, dem Existentialismus nahestehenden Bilderwelt der Lodzer Filmhochschule geprägt, näherte er sich in Filmen wie Ekel (1965) und Rosemaries Baby (1968) seinen Protagonistinnen emotional sehr an. Klaustrophobische, surreale Bildgestaltungen werden zum Spiegel der zerrütteten und vereinsamten Seelen. In Der Mieter (1976) spielt er schließlich selbst die psychisch deformierte, pathologische Hauptfigur.
Polański greift Genrekonventionen auf und moduliert sie bis zur Parodie. So dient der Gangsterfilm als Schablone für Wenn Katelbach kommt… (1965), während Tanz der Vampire (1967) eine Horrorfilm-Komödie ist. Chinatown (1974) ist ein Film noir, der Anleihen beim Psychothriller nimmt. Macbeth (1971) ist eine filmische Umsetzung von Shakespeares Drama und legt mehr Augenmerk auf die psychische Verfassung des angstgetriebenen Mörders als auf die politischen Aspekte der Geschichte. Polański transferierte hier die Monologe der Hauptfigur durch das Mittel des Voice-over in deren Innenleben. Mit Tess (1979), der vor allem eine romantische Gefühlswelt zeigt, änderte Polański sein dramaturgisches Konzept und verzichtete fortan ganz bewusst auf surreale Elemente.
Filme wie Bitter Moon (1992) und Der Tod und das Mädchen (1994) führen Polańskis Beschäftigung mit Themen wie Angst vor dem Einbruch der Außenwelt ins Private, Beziehungsunfähigkeit und selbstzerstörerische Gewalt fort. In Der Pianist weist der Regisseur auf seine eigene Lebensgeschichte als verfolgter Jude zurück und kontrastiert die sensible, mitfühlende Hauptfigur mit dem kleinbürgerlich-aggressiven Herrschaftssystem der Nazis. Der Film basiert auf der Autobiographie des polnischen Pianisten und Komponisten Władysław Szpilman und wurde mit der Goldenen Palme in Cannes und 2003 mit dem Oscar für die beste Regie ausgezeichnet. Wegen des Haftbefehls in den USA konnte Polański den Preis nicht entgegennehmen.
Polański legt sehr großen Wert auf eine enge Zusammenarbeit mit Filmmusik-Komponisten. In den 1950er und 1960er Jahren entstand daraus eine langjährige Zusammenarbeit mit dem Komponisten Krzysztof Komeda und ab den 1990er Jahren mit Wojciech Kilar.
2010 erhielt er für den Thriller Der Ghostwriter zum vierten Mal eine Einladung in den Wettbewerb der 60. Filmfestspiele von Berlin und gewann den Regiepreis. Die Hauptrollen in diesem Film spielten Ewan McGregor, Pierce Brosnan, Kim Cattrall und Olivia Williams. Bei der Verleihung des Europäischen Filmpreises 2010 wurde Der Ghostwriter in sechs Kategorien ausgezeichnet – Bester Film, Beste Regie, Bester Darsteller (McGregor), Bestes Drehbuch, Bestes Szenenbild und Beste Filmmusik.
2011 folgte mit der Regie bei Der Gott des Gemetzels die Verfilmung von Yasmina Rezas erfolgreichem Theaterstück. Für die Produktion mit Jodie Foster, Kate Winslet, Christoph Waltz und John C. Reilly erhielt Polański eine Einladung in den Wettbewerb der 68. Internationalen Filmfestspiele von Venedig sowie einen weiteren César (2012) für das beste adaptierte Drehbuch.
2013 erschien die Verfilmung der Novelle Venus im Pelz auf der Grundlage des gleichnamigen Bühnenstücks von David Ives. Die Hauptrollen besetzte Polański mit den französischen Schauspielern Emmanuelle Seigner und Mathieu Amalric. Der Film hatte im Mai 2013 bei den 66. Filmfestspielen von Cannes Premiere und wurde für die Goldene Palme nominiert. Zudem war der Film bei der César-Verleihung 2014 für sieben Auszeichnungen nominiert, von denen die in der Kategorie Beste Regie an ihn ging.
Sein einziger Dokumentarfilm, Weekend of a Champion (1972), ist ein zusammen mit dem Dokumentarfilmer Frank Simon gedrehtes Porträt des mit Polański befreundeten Formel-Eins-Rennfahrers Jackie Stewart rund um den Grand Prix von Monaco. Der lange Zeit unbeachtet gebliebene Film wurde 2010 neu von Polański entdeckt. Er überarbeitete ihn und ließ die restaurierte und leicht gekürzte Fassung durch ein Gespräch ergänzen, das er mit Stewart 40 Jahre später in Monte Carlo geführt hat. Die Neufassung des Films wurde 2013 beim Filmfestival in Cannes vorgestellt, wo 1972 bereits die Originalversion gezeigt worden war.

## Filmografie

### Filme als Regisseur und Autor
- 1962: Das Messer im Wasser (Nóż w wodzie)
- 1964: Die Frauen sind an allem schuld (Les plus belles escroqueries du monde) (Episodenfilm, Episode: La rivière de diamants)
- 1964: Jungfrau reich garniert (Aimez-vous les femmes?) – nur Autor
- 1965: Ekel (Repulsion)
- 1966: Wenn Katelbach kommt… (Cul-de-Sac)
- 1967: Das Mädchen von drüben (La fille d’en face) – nur Autor
- 1967: Tanz der Vampire (The Fearless Vampire Killers)
- 1968: Rosemaries Baby (Rosemary’s Baby)
- 1969: A Day at the Beach – nur Autor
- 1971: Macbeth
- 1971: Weekend eines Champion (Weekend of a Champion) (Dokumentarfilm)
- 1973: Was? (Che?)
- 1974: Chinatown
- 1976: Der Mieter (Le locataire)
- 1979: Tess
- 1986: Piraten (Pirates)
- 1988: Frantic
- 1992: Bitter Moon (Lunes de fiel)
- 1994: Der Tod und das Mädchen (Death and the Maiden)
- 1999: Die neun Pforten (The Ninth Gate)
- 2002: Der Pianist (The Pianist)
- 2005: Oliver Twist
- 2010: Der Ghostwriter (The Ghost Writer)
- 2011: Der Gott des Gemetzels (Carnage)
- 2013: Venus im Pelz (La Vénus à la fourrure)
- 2017: Nach einer wahren Geschichte (D'après une histoire vraie)
- 2019: Intrige (J’accuse)
- 2023: The Palace

### Kurzfilme
- 1955: Fahrrad (Zaczarowany rower)
- 1957: Mord (Morderstwo)
- 1957: A Toothy Smile (Uśmiech zębiczny)
- 1957: Break Up the Dance (Rozbijemy zabawę)
- 1958: Zwei Männer und ein Schrank (Dwaj ludzie z szafą)
- 1959: Wenn Engel fallen (Gdy spadają anioły)
- 1959: Die Lampe (Lampa)
- 1961: Der Dicke und der Dünne (Le gros et le maigre)
- 1962  Säugetiere (Ssaki Mammals) Kurzfilm unter Mitwirkung seines Freundes Woijtek Frikowski[57][58].
- 2012: A Therapy

### Theater, Musical und Oper
- 1974: Lulu – Oper von Alban Berg, Spoleto Festival
- 1976: Rigoletto – Oper von Giuseppe Verdi, Oper München
- 1981: Amadeus (Theaterstück von Peter Shaffer), Paris und Warschau
- 1988: Metamorphosen nach Franz Kafka, Théâtre du Gymnase Marie Bell, Paris
- 1992: Hoffmanns Erzählungen, Oper von Jacques Offenbach, Opéra Bastille, Paris
- 1997: Tanz der Vampire, Musical, Wien
- 2003: Hedda Gabler von Henrik Ibsen, Théâtre Marigny, Paris

### Filme als Schauspieler
- 1955: Das verzauberte Fahrrad (Zaczarowany rower)
- 1955: Eine Generation (Pokolenie)
- 1958: Zwei Männer und ein Schrank (Dwaj ludzie z szafą)
- 1959: Lotna
- 1960: Auf Wiedersehen bis morgen (Do widzenia, do jutra)
- 1960: Die unschuldigen Zauberer (Niewinni czarodzieje)
- 1961: Der Dicke und der Dünne
- 1967: Tanz der Vampire (The Fearless Vampire Killers)
- 1969: Magic Christian (The Magic Christian)
- 1973: Was? (Che?)
- 1973: Andy Warhols Dracula (Dracula vuole vivere: cerca sangue di vergine)
- 1974: Chinatown
- 1976: Der Mieter
- 1989: Warten auf Godot
- 1992: Back in the U.S.S.R.
- 1994: Eine reine Formalität (Una pura formalità)
- 2002: Die Rache (Zemsta)
- 2007: Rush Hour 3
- 2008: Stilles Chaos
- 2011: Der Gott des Gemetzels (Carnage)
- 2019: Intrige

## Auszeichnungen (Auswahl)
- 1962: FIPRESCI-Preis beim Filmfestival von Venedig für Das Messer im Wasser
- 1964: Oscarnominierung für den besten fremdsprachigen Film für Das Messer im Wasser
- 1965: FIPRESCI-Preis und Silberner Bär auf der Berlinale 1965 für Ekel
- 1966: Goldener Bär auf der Berlinale 1966 für Wenn Katelbach kommt
- 1969: Oscarnominierung für das beste adaptierte Drehbuch für Rosemaries Baby
- 1975: Golden Globe für die beste Regie (1975), Oscarnominierung für die beste Regie (1975), BAFTA Award beste Regie (1975), Bodil (1975) für Chinatown
- 1980: César für den besten Film und die beste Regie (1980), Oscarnominierung für die beste Regie (1981) für Tess
- 1998: Aufnahme als Mitglied in die Académie des Beaux-Arts
- 1999: Europäischer Filmpreis für Die neun Pforten und für sein Lebenswerk
- Goldene Palme (2002), Oscar für die beste Regie (2003), César für den besten Film und die beste Regie (2003), BAFTA Award für den besten Film und die beste Regie (2003), David di Donatello für den besten ausländischen Film (2003), Goya für den besten europäischen Film (2003), Polnischer Filmpreis für den besten Film und die beste Regie (2003) für Der Pianist
- 2002: Bayerischer Filmpreis für sein Lebenswerk
- 2004: Internationales Filmfestival Karlovy Vary – Spezialpreis für sein Lebenswerk
- 2006: Europäischer Filmpreis für sein Lebenswerk in Warschau
- 2009: „Goldenes Auge“ des Zurich Film Festival für sein Lebenswerk
- 2009: Filmpreis Köln im Rahmen der Cologne Conference
- 2010: Silberner Bär auf der Berlinale, Europäischer Filmpreis in den Kategorien Bester Film, Beste Regie und Bestes Drehbuch (2010), César in den Kategorien Regie und Bestes adaptiertes Drehbuch (2011) für Der Ghostwriter
- 2012: Preis des spanischen Círculo de Escritores Cinematográficos (CEC) und César jeweils in der Kategorie Bestes adaptiertes Drehbuch (gemeinsam mit Yasmina Reza) für Der Gott des Gemetzels
- 2014: César in der Kategorie Beste Regie für Venus im Pelz
- 2015: „Gegen den Strom“ – Filmpreis des Krakauer Festivals „PKO Off Camera“ für sein Lebenswerk
- 2019: Filmfestival von Venedig – Spezialpreis der Jury für Intrige
- 2020: César in der Kategorie Beste Regie für Intrige

## Dokumentarfilme
- Perspektiven: Roman Polanski – Versuch eines Fernsehportraits. Dokumentarfilm, BR Deutschland, 1966, Buch und Regie: Albert Krogmann und Klaus Lakschewitz, Dokumentation anlässlich eines Besuchs von Polanski in München 1966.
- Clive James im Gespräch mit Roman Polanski. Dokumentarfilm, 1985, deutsche Fassung: Peter Höhne, Produktion: NDR, BR, SFB 3.
- Roman Polanski: Wanted and Desired. Fernseh-Dokumentation, USA, 2008, 99 Min., Buch: Joe Bini, P.G. Morgan, Marina Zenovich, Regie: Marina Zenovich, Produktion: HBO, Roman Polanski: Wanted and Desired bei IMDb.
- Polanski über Polanski (Polanski par Polanski). Dokumentarfilm, Finnland, Frankreich, 2006, 56 Min., Buch und Regie: Pierre-André Boutang, Produktion: YLE, arte
- Roman Polanski. Mein Leben. (OT: Roman Polanski. A film memoir.) Dokumentarfilm, Großbritannien, 2011, 90 Min., Buch und Regie: Laurent Bouzereau, Moderation: Andrew Braunsberg, Produktion: Blue Collar Productions, Anagram Films, Musik: Alexandre Desplat, deutsche Erstsendung: 9. Februar 2014 bei arte, Gespräch (OmU) mit Video-Einspielungen.